# 戈阿尔詹
戈阿尔詹（Goaljan），是印度西孟加拉邦Murshidabad县的一个城镇。总人口5001（2001年）。

## 人口
该地2001年总人口5001人，其中男性2527人，女性2474人；0—6岁人口545人，其中男270人，女275人；识字率76.08%，其中男性为80.06%，女性为72.03%。